# 覆水盆に返らず
覆水盆に返らず（ふくすいぼんにかえらず）は、ことわざの一つ。下の由来から、「一度離婚した夫婦は元に戻ることはできない」、転じて「一度起きてしまったことは二度と元には戻らない」と言う意味。覆水収め難し、覆水不返（）、覆水難収、覆水不可収とも。

## 由来
周に仕官する以前のこと、呂尚はある女と結婚したが、いつも仕事もせず、呑気に本ばかり読んでいた。それを見た女は呂尚に失望し「この呂尚と一緒にいてもいいことはない」と思い、女は呂尚と離縁した。
その後、呂尚は、周の王の目に留まって仕えることになった。やがて、呂尚は「太公望」として周から斉の国に封ぜられ、身分の高い大人物になった。
そんな呂尚の大出世を知って、昔、呂尚を捨てた女が呂尚の前に再び現れた。そして、女は、「どうか私ともう一度、一緒に暮らしてほしい」と復縁を申し出た。
そこで、太公望となった呂尚は水の入った盆を持ってきて、水を床にこぼし、「この水を盆の上に戻してみよ。」と女に言った。
女はこぼれた水を元に戻そうとやってみたが当然できなかった。太公望・呂尚はそれを見て、「一度こぼれた水は二度と盆の上に戻ることはない。それと同じように、私とお前との関係も昔のような元の関係に戻ることはありえないのだ！」と言って、女の復縁の申し出を断った。
（出典は後秦の時代に成立した『拾遺記』によるとされる）
中国語の「盆」（拼音: pén）は日本語の「お盆」ではなく、鉢・ボウル状の容器のことである。
この話は太公望の数多くの伝説の一つであって、必ずしも史実とは限らない（理由：前漢の人物である朱買臣について、同様の逸話がある。太公望が生きていた当時は、まだ書物がほとんどない時代である）。

## 他言語の類義語
英語のことわざに、"It's no use crying over spilt milk."（こぼしたミルクを嘆いても無駄）があるが、これはどちらかと言えば「過ぎたこと悩んでも仕方がない」「くよくよするな」と言った前向きな意味合いになるため、必ずしも同義ではない。

## 関連用語
- 不可逆反応